# Ökölvívás az 1972. évi nyári olimpiai játékokon
Az ökölvívás az 1972. évi nyári olimpiai játékokon tizenegy súlycsoportban zajlott. A szabályok értelmében a harmadik helyért nem kellett megmérkőzniük a versenyzőknek, mindkét elődöntő vesztese bronzérmet kapott. A legtechnikásabb ökölvívónak kiosztott Val Barker-díjat a kubai Teófilo Stevenson kapta.

## Éremtáblázat
(Magyarország és a rendező nemzet versenyzői eltérő háttérszínnel, az egyes számoszlopok legmagasabb értéke illetve értékei vastagítással kiemelve.)
| Az 1972. évi nyári olimpiai játékok éremtáblázata ökölvívásban | Az 1972. évi nyári olimpiai játékok éremtáblázata ökölvívásban | Az 1972. évi nyári olimpiai játékok éremtáblázata ökölvívásban | Az 1972. évi nyári olimpiai játékok éremtáblázata ökölvívásban | Az 1972. évi nyári olimpiai játékok éremtáblázata ökölvívásban | Olimpia  |
| -------------------------------------------------------------- | -------------------------------------------------------------- | -------------------------------------------------------------- | -------------------------------------------------------------- | -------------------------------------------------------------- | -------- |
|                                                                | Ország                                                         | Arany                                                          | Ezüst                                                          | Bronz                                                          | Összesen |
| 1.                                                             | Kuba (CUB)                                                     | 3                                                              | 1                                                              | 1                                                              | 5        |
| 2.                                                             | Szovjetunió (URS)                                              | 2                                                              | 0                                                              | 0                                                              | 2        |
| 3.                                                             | Magyarország (HUN)                                             | 1                                                              | 2                                                              | 1                                                              | 4        |
| 4.                                                             | Lengyelország (POL)                                            | 1                                                              | 1                                                              | 2                                                              | 4        |
| 5.                                                             | Bulgária (BUL)                                                 | 1                                                              | 1                                                              | 0                                                              | 2        |
| 6.                                                             | Egyesült Államok (USA)                                         | 1                                                              | 0                                                              | 3                                                              | 4        |
| 7.                                                             | Jugoszlávia (YUG)                                              | 1                                                              | 0                                                              | 1                                                              | 2        |
| 7.                                                             | NSZK (FRG)                                                     | 1                                                              | 0                                                              | 1                                                              | 2        |
|                                                                |                                                                |                                                                |                                                                |                                                                |          |
| 9.                                                             | Kenya (KEN)                                                    | 0                                                              | 1                                                              | 2                                                              | 3        |
| 10.                                                            | Finnország (FIN)                                               | 0                                                              | 1                                                              | 0                                                              | 1        |
| 10.                                                            | Észak-Korea (PRK)                                              | 0                                                              | 1                                                              | 0                                                              | 1        |
| 10.                                                            | Mexikó (MEX)                                                   | 0                                                              | 1                                                              | 0                                                              | 1        |
| 10.                                                            | Románia (ROU)                                                  | 0                                                              | 1                                                              | 0                                                              | 1        |
| 10.                                                            | Uganda (UGA)                                                   | 0                                                              | 1                                                              | 0                                                              | 1        |
|                                                                |                                                                |                                                                |                                                                |                                                                |          |
| 15.                                                            | Nagy-Britannia (GBR)                                           | 0                                                              | 0                                                              | 3                                                              | 3        |
| 16.                                                            | Kolumbia (COL)                                                 | 0                                                              | 0                                                              | 2                                                              | 2        |
| 17.                                                            | Ghána (GHA)                                                    | 0                                                              | 0                                                              | 1                                                              | 1        |
| 17.                                                            | NDK (GDR)                                                      | 0                                                              | 0                                                              | 1                                                              | 1        |
| 17.                                                            | Niger (NIG)                                                    | 0                                                              | 0                                                              | 1                                                              | 1        |
| 17.                                                            | Nigéria (NGR)                                                  | 0                                                              | 0                                                              | 1                                                              | 1        |
| 17.                                                            | Spanyolország (ESP)                                            | 0                                                              | 0                                                              | 1                                                              | 1        |
| 17.                                                            | Svédország (SWE)                                               | 0                                                              | 0                                                              | 1                                                              | 1        |
|                                                                |                                                                |                                                                |                                                                |                                                                |          |
| Összesen                                                       | Összesen                                                       | 11                                                             | 11                                                             | 22                                                             | 44       |

## Érmesek
| Az 1972. évi nyári olimpiai játékok érmesei ökölvívásban |                                         |                                         |                                           |
| Versenyszám                                              | Arany                                   | Ezüst                                   | Bronz                                     |
| Nehézsúly                                                | Teófilo Stevenson · Kuba (CUB)          | Ion Alexe · Románia (ROU)               | Peter Hussing · NSZK (FRG)                |
| Nehézsúly                                                | Teófilo Stevenson · Kuba (CUB)          | Ion Alexe · Románia (ROU)               | Hasse Thomsén · Svédország (SWE)          |
| Félnehézsúly                                             | Mate Parlov · Jugoszlávia (YUG)         | Gilberto Carrillo · Kuba (CUB)          | Isaac Ikhouria · Nigéria (NGR)            |
| Félnehézsúly                                             | Mate Parlov · Jugoszlávia (YUG)         | Gilberto Carrillo · Kuba (CUB)          | Janusz Gortat · Lengyelország (POL)       |
| Középsúly                                                | Vjacseszlav Lemesev · Szovjetunió (URS) | Reima Virtanen · Finnország (FIN)       | Prince Amartey · Ghána (GHA)              |
| Középsúly                                                | Vjacseszlav Lemesev · Szovjetunió (URS) | Reima Virtanen · Finnország (FIN)       | Marvin Johnson · Egyesült Államok (USA)   |
| Nagyváltósúly                                            | Dieter Kottysch · NSZK (FRG)            | Wiesław Rudkowski · Lengyelország (POL) | Alan Minter · Nagy-Britannia (GBR)        |
| Nagyváltósúly                                            | Dieter Kottysch · NSZK (FRG)            | Wiesław Rudkowski · Lengyelország (POL) | Peter Tiepold · NDK (GDR)                 |
| Váltósúly                                                | Emilio Correa · Kuba (CUB)              | Kajdi János · Magyarország (HUN)        | Richard Murunga · Kenya (KEN)             |
| Váltósúly                                                | Emilio Correa · Kuba (CUB)              | Kajdi János · Magyarország (HUN)        | Jesse Valdez · Egyesült Államok (USA)     |
| Kisváltósúly                                             | Ray Seales · Egyesült Államok (USA)     | Angel Angelov · Bulgária (BUL)          | Zvonimir Vujin · Jugoszlávia (YUG)        |
| Kisváltósúly                                             | Ray Seales · Egyesült Államok (USA)     | Angel Angelov · Bulgária (BUL)          | Issaka Daboré · Niger (NIG)               |
| Könnyűsúly                                               | Jan Szczepański · Lengyelország (POL)   | Orbán László · Magyarország (HUN)       | Samuel Mbugua · Kenya (KEN)               |
| Könnyűsúly                                               | Jan Szczepański · Lengyelország (POL)   | Orbán László · Magyarország (HUN)       | Alfonso Pérez · Kolumbia (COL)            |
| Pehelysúly                                               | Borisz Kuznyecov · Szovjetunió (URS)    | Philip Waruinge · Kenya (KEN)           | Clemente Rojas · Kolumbia (COL)           |
| Pehelysúly                                               | Borisz Kuznyecov · Szovjetunió (URS)    | Philip Waruinge · Kenya (KEN)           | Botos András · Magyarország (HUN)         |
| Harmatsúly                                               | Orlando Martínez · Kuba (CUB)           | Alfonso Zamora · Mexikó (MEX)           | George Turpin · Nagy-Britannia (GBR)      |
| Harmatsúly                                               | Orlando Martínez · Kuba (CUB)           | Alfonso Zamora · Mexikó (MEX)           | Ricardo Carreras · Egyesült Államok (USA) |
| Légsúly                                                  | Georgi Kosztadinov · Bulgária (BUL)     | Leo Rwabwogo · Uganda (UGA)             | Leszek Błażyński · Lengyelország (POL)    |
| Légsúly                                                  | Georgi Kosztadinov · Bulgária (BUL)     | Leo Rwabwogo · Uganda (UGA)             | Douglas Rodríguez · Kuba (CUB)            |
| Papírsúly                                                | Gedó György · Magyarország (HUN)        | Kim Ugil · Észak-Korea (PRK)            | Ralph Evans · Nagy-Britannia (GBR)        |
| Papírsúly                                                | Gedó György · Magyarország (HUN)        | Kim Ugil · Észak-Korea (PRK)            | Enrique Rodríguez · Spanyolország (ESP)   |